# Каулер, Хуго
Ху́го Ка́улер (эст. Hugo Kauler 2 октября 1893 – 22 сентября 1942) — эстонский генерал-майор.

## Биография
В эстонской армии: командир 1-го артполка (1918). В 1924-1927 — командир 3-й дивизии. В 1928-1938 — генерал-инспектор артиллерии. В 1937 произведен в генерал-майоры.
В 1940–1941 начальник артиллерии 182-й стрелковой дивизии РККА. 28 июня 1941 арестован. Отбывал срок в Норильском лагере. Расстрелян 23 сентября 1942 у озера Лама недалеко от Норильска.